# Pojezierze Zachodniopomorskie
Pojezierze Zachodniopomorskie – północna część Pojezierzy Południowobałtyckich o charakterze pojeziernym. Zajmuje obszar 9,7 tys. km², co stanowi około 3,1% powierzchni administracyjnej Polski. Obejmuje ciąg moren czołowych w strefie marginalnej fazy pomorskiej zlodowacenia północnopolskiego z Siemierzycką Górą na Pojezierzu Bytowskim jako punktem kulminacyjnym o wysokości 256,5 m n.p.m. Gleby makroregionu wykształciły się w większości na osadach polodowcowych – glinach, piaskach, żwirach i materiale pyłowym wód roztopowych. Przeważają gleby brunatne, płowe i rdzawe; jako charakterystyczne dla regionu wymienia się gleby hydrogeniczne. Obszar cechuje dobrze rozwinięta sieć rzeczna, z dużymi rzekami Przymorza (Rega, Parsęta, Słupia) i równin sandrowych Pojezierza Południowopomorskiego (Brda, Drawa, Gwda). Jest to makroregion o wysokiej jeziorności, w niektórych mezoregionach przekraczającej 10%. Największym jeziorem jest wielorynnowe Drawsko o powierzchni 19,6 km² i głębokości maksymalnej 79,7 m. Ze względu na trofizm większość jezior pojezierza zaliczana jest do typu eutroficznego. W podłożu całego makroregionu zalegają duże zasoby wód gruntowych. Znaczenie wód zaskórnych jest marginalne z powodu niewielkiej ich objętości i złej jakości. Klimat Pojezierza Zachodniopomorskiego podlega silnemu wpływowi Morza Bałtyckiego. Jego bliskość skutkuje wyższymi temperaturami zimą, a niższymi latem w porównaniu z większością innych rejonów kraju. W podziale Polski na regiony klimatyczne Pojezierze Zachodniopomorskie obejmują trzy jednostki klimatyczne: Region Zachodniopomorski na zachodzie makroregionu, Region Środkowopomorski w środkowej jego części oraz Region Wschodniopomorski na wschodzie.
W składzie gatunkowym roślin naczyniowych dominuje element środkowoeuropejski. Przeważają siedliska leśne typu: las mieszany świeży, bór mieszany świeży i las świeży. Pod względem występowania zbiorowisk leśnych potencjalnej roślinności naturalnej wyróżniają się żyzne buczyny oraz bory mieszane. Część występujących na pojezierzu gatunków roślin pochodzi jeszcze z okresu lodowcowego – relikty glacjalne. Fauna ma charakter napływowy, reprezentowana głównie przez gatunki charakterystyczne dla Niziny Środkowoeuropejskiej.

## Położenie

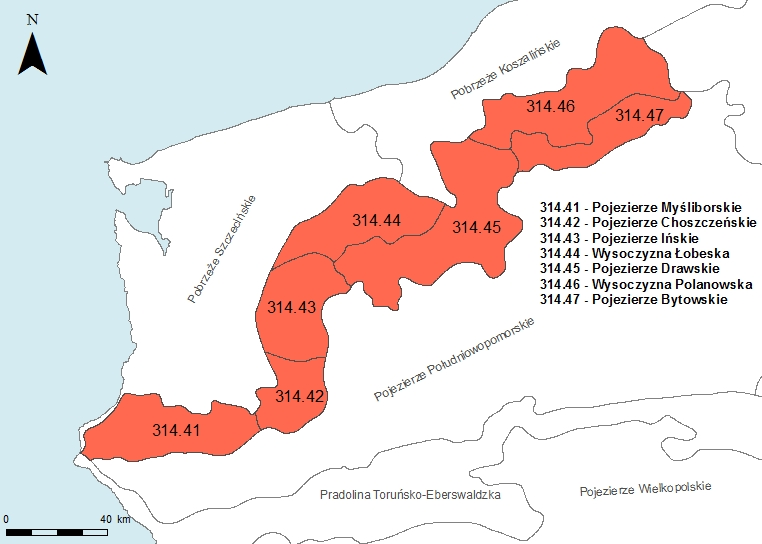
Podział Pojezierza Zachodniopomorskiego na mezoregiony

Pojezierze Zachodniopomorskie, zgodnie z regionalizacją fizycznogeograficzną Jerzego Kondrackiego, jest północną częścią podprowincji Pojezierzy Południowobałtyckich (314–316). Obejmuje ciąg moren czołowych w strefie marginalnej fazy pomorskiej zlodowacenia północnopolskiego.
Od morza makroregion oddzielony jest Pobrzeżem Szczecińskim (313.2/3) i Pobrzeżem Koszalińskim (313.4). Od wschodu sąsiaduje z Pojezierzem Wschodniopomorskim (314.5), od południa z Pojezierzem Południowopomorskim (314.6/7), od zachodu z Doliną Dolnej Odry (313.24) i na krótkim odcinku z Pradoliną Toruńsko-Eberswaldzką (315.3).
Zajmuje obszar 9,7 tys. km², co stanowi około 3,1% powierzchni administracyjnej Polski i około 12,6% powierzchni podprowincji. Makroregion dzieli się na siedem mezoregionów: Pojezierze Myśliborskie, Pojezierze Choszczeńskie, Pojezierze Ińskie, Wysoczyzna Łobeska, Pojezierze Drawskie, Wysoczyzna Polanowska, Pojezierze Bytowskie. Administracyjnie położony jest w granicach województw zachodniopomorskiego i pomorskiego.

## Budowa geologiczna i rzeźba terenu

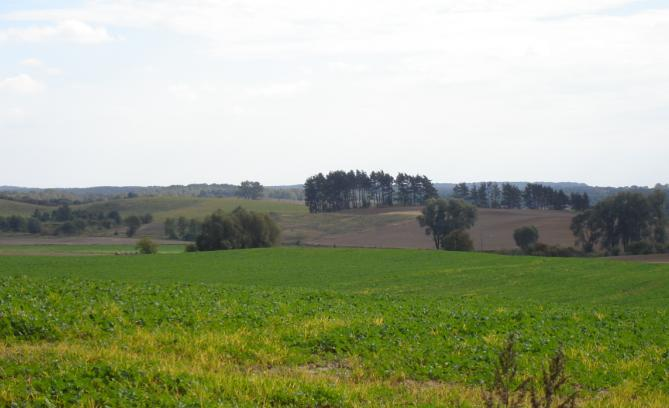
Krajobraz Pojezierza Choszczeńskiego

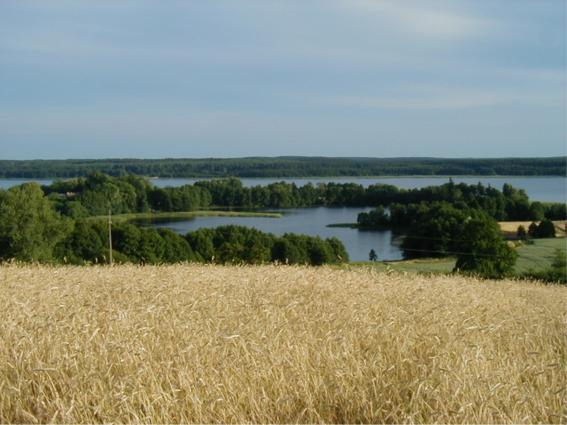
Krajobraz Pojezierza Drawskiego w okolicy Lubieszewa

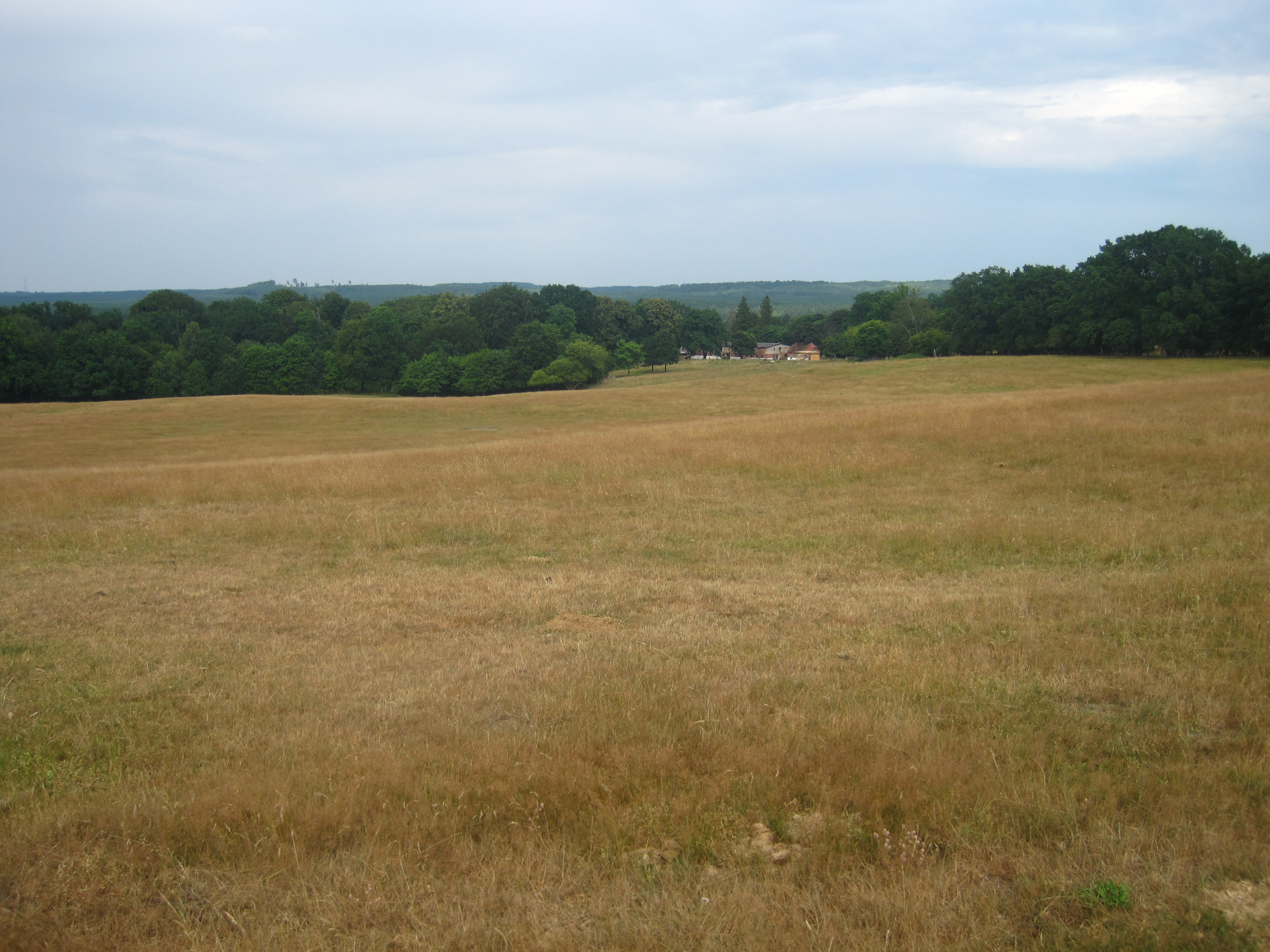
Krajobraz Wysoczyzny Polanowskiej w okolicy Krzyni

Pojezierze Zachodniopomorskie wyraźnie różni się geomorfologicznie od innych pojezierzy pomorskich, będących częścią podprowincji Pojezierzy Południowobałtyckich. Wszystkie jednak łączy pojezierny charakter krajobrazu. Główne formy ukształtowania terenu pojezierzy pomorskich związane są z cofaniem się ostatniego zlodowacenia podczas fazy pomorskiej. Lądolód, cofając się, zostawił przyniesiony z północy materiał skalny – żwiry, piaski, gliny, głazy. W okresie postoju czoła lądolodu skandynawskiego w stadium pomorskim, ok. 10–12 tysięcy lat temu, u schyłku plejstocenu, powstał ciąg moren czołowych, który wyróżnia Pojezierze Zachodniopomorskie wśród makroregionów podprowincji. Miejscami wyróżnia się kilka linii postoju lodowca (np. na Pojezierzu Myśliborskim – myśliborską, chojeńską i mielęcińską).
Pasmo czołowomorenowe charakteryzuje się znaczną, choć zróżnicowaną miąższością utworów lodowcowych, przekraczającą 200 m na Pojezierzu Bytowskim. Moreny zbudowane są z kamienistych glin zwałowych. W zachodniej części makroregionu, od Pojezierza Myśliborskiego po Pojezierze Drawskie, materiał ten zawiera duże ilości związków wapnia. Inaczej jest w części wschodniej, zwłaszcza na Pojezierzu Bytowskim, gdzie zawartość wapnia jest bardzo niska. Ma to istotny wpływ na różnorodność ekologiczną i typologiczną jezior i szaty roślinnej.
Ciąg moren czołowych rozciąga się liniowo z południowego zachodu na północny wschód, w przybliżeniu równolegle do linii obecnego wybrzeża Morza Bałtyckiego. W części zachodniej układ jest nieco odmienny – w obrębie Pojezierza Myśliborskiego równoleżnikowy, a na Pojezierzu Choszczeńskim południkowy. Ku północnemu wschodowi rosną wysokości bezwzględne moren. Na zachodzie wysokości oscylują w zakresie 100–150 m n.p.m. ze Zwierzyńcem (166,8 m n.p.m.) na Pojezierzu Myśliborskim i Głowaczem (179,7 m n.p.m.) na Pojezierzu Ińskim jako punktami kulminacyjnymi. W środkowej części, na Pojezierzu Drawskim, wysokość maksymalna osiąga Wola Góra (219,2 m n.p.m.), a na wschodzie, na Pojezierzu Bytowskim, Siemierzycka Góra (256,5 m n.p.m.) – najwyższe wzniesienie makroregionu.
W granicach Pojezierza Zachodniopomorskiego znajdują się również inne formy strefy marginalnej fazy pomorskiej, tworzące dwa łuki wzniesień – jeden otaczający obniżenie Zatoki Pomorskiej, drugi obniżenie Zatoki Gdańskiej. Wszystkie mezoregiony makroregionu zaliczane są do typu młodoglacjalnych wysoczyzn przeważnie z jeziorami.
W okresie holoceńskim, trwającym do dziś, pierwotne formy geomorfologiczne uległy znacznym przeobrażeniom, wynikającym w głównej mierze ze zmiany klimatu i szaty roślinnej. W miejscach topniejących brył lodu powstały jeziora. Wykształciła się nowa sieć hydrograficzna. Z jednej strony procesy denudacyjne złagodziły i obniżyły powstałe w plejstocenie formy terenu, z drugiej wyerodowany materiał uczestniczył w procesach aluwialnych i deluwialnych. Współcześnie znaczenie dla kształtu pierwotnej rzeźby ma również działalność człowieka.

## Gleby
Gleby Pojezierza Zachodniopomorskiego wykształciły się w większości na osadach polodowcowych – glinach, piaskach, żwirach i materiale pyłowym wód roztopowych. W dolinach rzek skałę macierzystą tworzą głównie utwory holoceńskie – aluwia, torfy i złoża gytii. Taka różnorodność materiału powoduje, że gleby pojezierza charakteryzują się zróżnicowanymi właściwościami fizycznymi i chemicznymi. Największy udział w ogólnej powierzchni mają gleby brunatne, płowe i rdzawe. Inne typy gleb rozprzestrzeniły się na znacznie mniejszym obszarze, jednak jako charakterystyczne dla tego pojezierza wymienia się gleby hydrogeniczne, wykształcone w warunkach dużego uwilgotnienia, przy współudziale roślinności bagiennej.
Gleby brunatne wytworzone są przeważnie z glin zwałowych, na siedliskach lasów liściastych o podłożu zbliżonym odczynem do obojętnego. Cechują się dobrymi właściwościami biochemicznymi i zaliczane są do II i III klasy bonitacyjnej. Skałę macierzystą gleb płowych stanowią gliny zwałowe odwapnione. Powstają w warunkach kwaśnych i słabo kwaśnych. Są to gleby o korzystnych warunkach wodno-powietrznych, kwalifikowane do III i IV klasy bonitacyjnej. Z piasków luźnych i słabogliniastych tworzą się gleby rdzawe. Pod względem bonitacyjnym zaliczane do IV i V klasy.

## Stosunki wodne

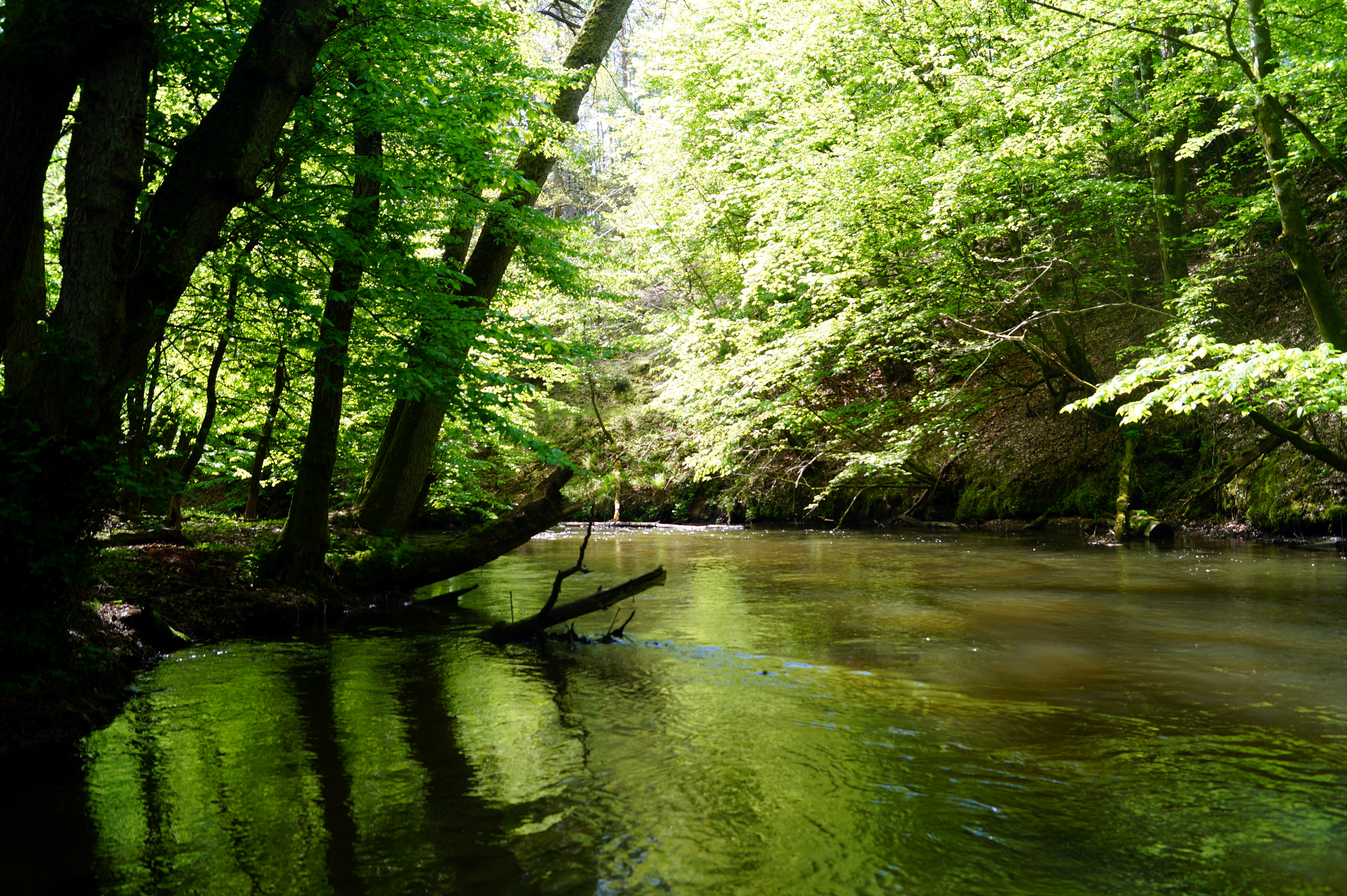
Słupia przepływająca przez Wysoczyznę Polanowską

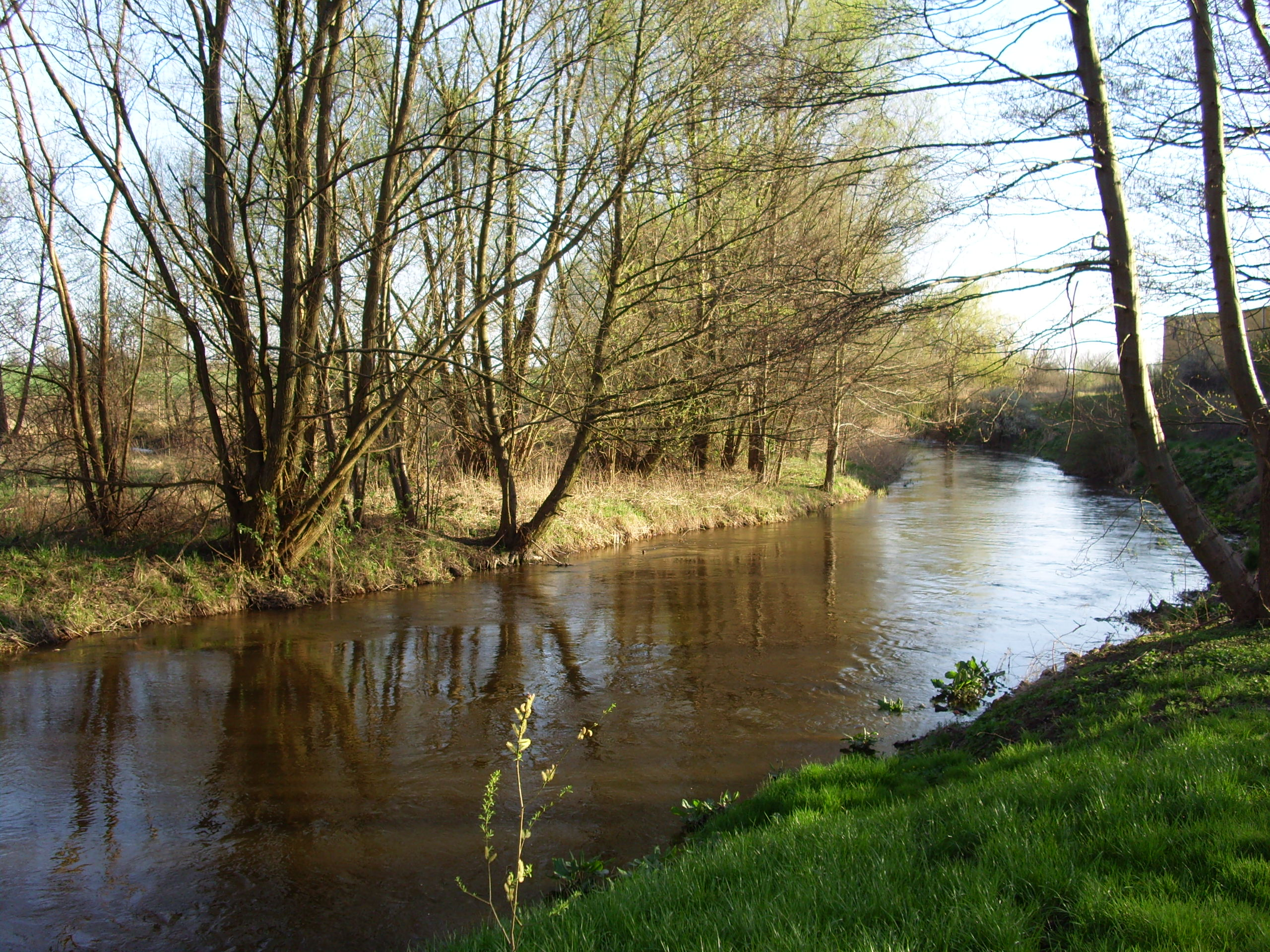
Drawa pod Drawskiem Pomorskim

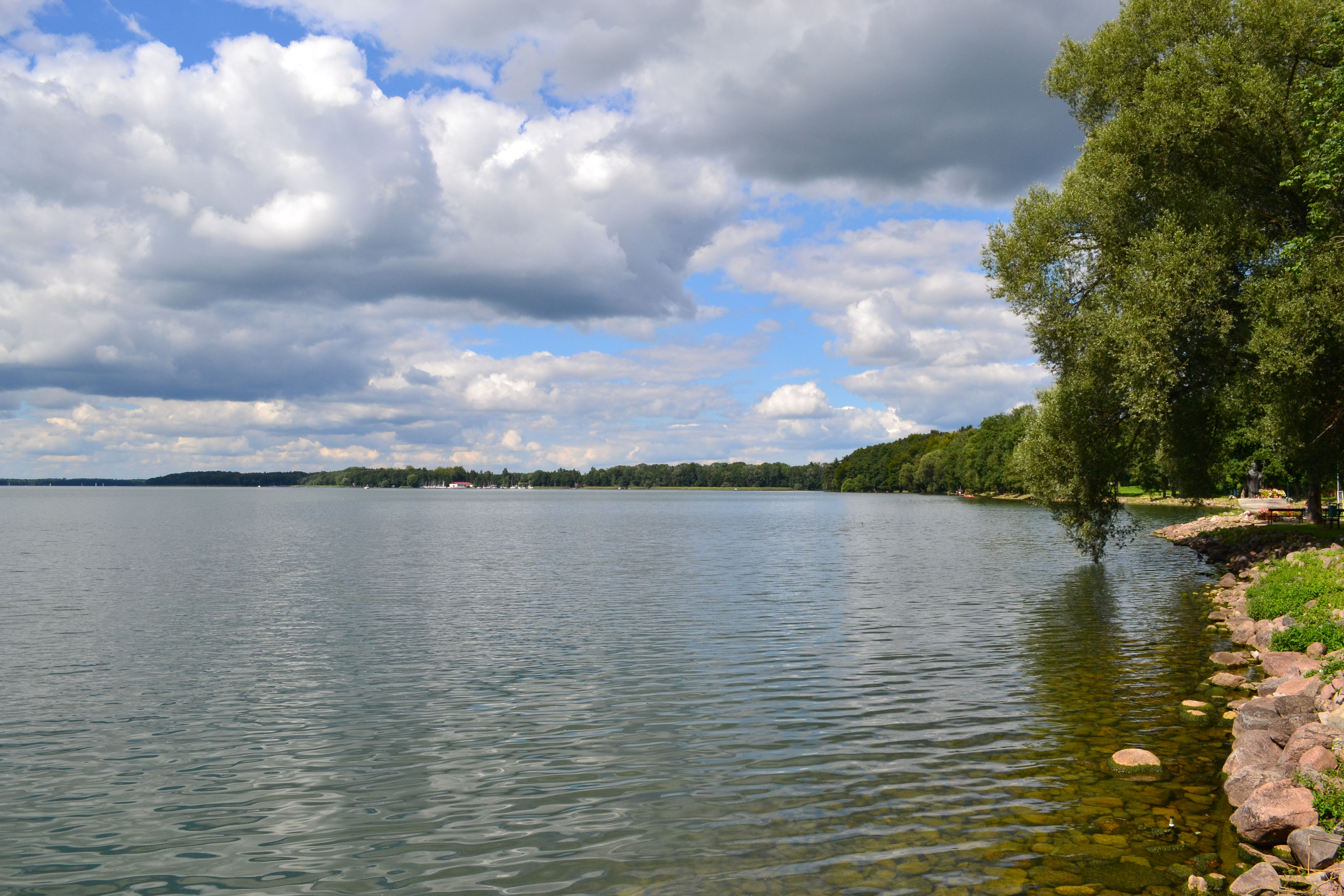
Jezioro Drawsko na Pojezierzu Drawskim

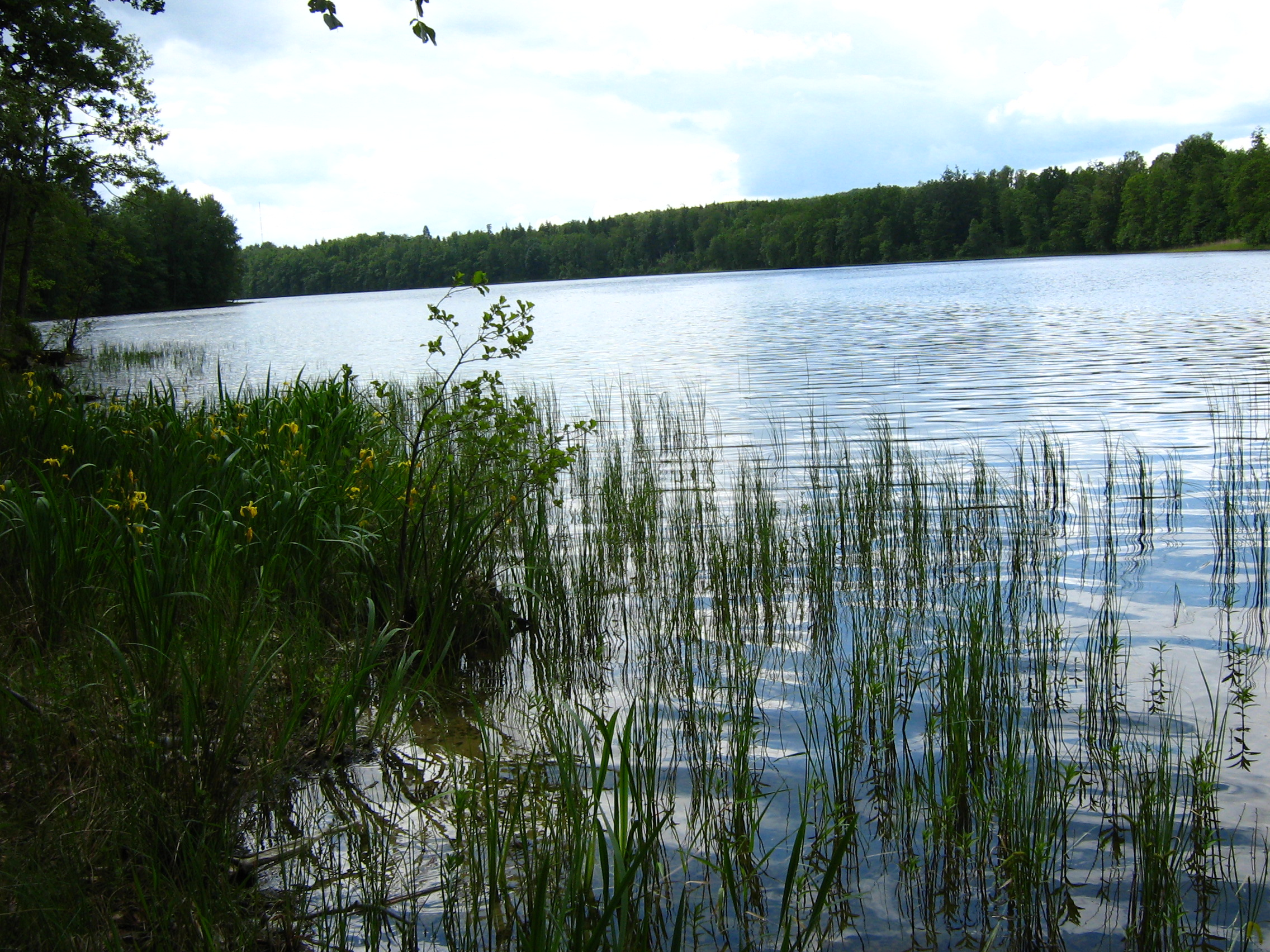
Jezioro Bobięcińskie Wielkie na Pojezierzu Bytowskim

### Sieć rzeczna
Sieć rzeczna na Pojezierzu Zachodniopomorskim jest gęsta. Jej układ jest ściśle związany z polodowcową rzeźbą terenu. Pasmo moren czołowych rozciągające się wzdłuż całego pojezierza stanowi dział wodny. Po stronie północnej wykształciła się sieć rzek biegnących w kierunku północnym lub północno-zachodnim, bezpośrednio uchodzących do Morza Bałtyckiego lub do ujściowego odcinka Odry, po stronie południowej zaś rzek płynących na południe, ku Pradolinie Toruńsko-Eberswaldzkiej. Najdłuższymi rzekami bezpośrednio uchodzącymi do Bałtyku są Rega (168 km), Słupia (139 km) i Parsęta (127 km). Charakterystyczny dla rzek Przymorza jest znaczny spadek, zwłaszcza w górnych ich biegach, dochodzący do 5‰. Na obszarze Pojezierza Zachodniopomorskiego rzeki płynące w kierunku południowym mają jedynie swoje krótkie odcinki źródliskowe. Do najważniejszych należą Brda (238 km), Gwda (145 km) i Drawa (186 km). Drawa, w jej górnym odcinku, przepływa przez jeziora Drawsko i Lubie na Pojezierzu Drawskim. Gwda i Brda mają swoje źródła na Pojezierzu Bytowskim.

### Jeziora
Pojezierze Zachodniopomorskie jest obszarem o wysokiej jeziorności, co jest pozostałością po zlodowaceniu północnopolskim. Na Pojezierzu Drawskim, Ińskim i w zachodniej części Pojezierza Bytowskiego udział powierzchni jezior w powierzchni całkowitej tych mezoregionów przekracza 10%. Przeważają jeziora typu rynnowego i wytopiskowego. Największymi jeziorami makroregionu są Drawsko (jezioro wielorynnowe o powierzchni ponad 17,8 km² i głębokości maksymalnej 79,7 m), Wielimie (jezioro morenowe o powierzchni 18,6 km² i głębokości maksymalnej 5,5 m) i Lubie (jezioro rynnowe o powierzchni 14,7 km² i głębokości maksymalnej 46,2 m) na Pojezierzu Drawskim. Na Pojezierzu Myśliborskim przeważają jeziora niewielkie, przy czym tych o powierzchni powyżej 1 ha jest około 200. Największym zbiornikiem naturalnym jest Jezioro Myśliborskie o powierzchni około 6 km² i głębokości dochodzącej do około 22 m. Pojezierze Choszczeńskie charakteryzuje się mniejszą liczbą jezior niż inne pojezierza makroregionu. Przeważnie są to jeziora typu rynnowego, na czele z jeziorem Pełcz o powierzchni 2,7 km² i głębokości maksymalnej 31 m. Pojezierze Ińskie cechuje znaczne zajezierzenie. Największym jeziorem jest Woświn zajmujący 8 km² powierzchni i mający 28 m głębokości maksymalnej. Na Wysoczyźnie Łobeskiej jeziora są małe i reprezentowane nie tak licznie jak na pojezierzach. Na Wysoczyźnie Polanowskiej jezior jest niewiele, przy czym jest ich więcej we wschodniej części mezoregionu. Największą powierzchnię zajmuje położone we wschodniej części wysoczyzny jezioro Jasień – 5,8 km², jego głębokość dochodzi do 32 m. Jeziora na Pojezierzu Bytowskim są liczne, ale mają przeważnie małe rozmiary. Mezoregion charakteryzuje się wysokim nagromadzeniem jezior wytopiskowych w różnych stadiach torfienia. Największym zbiornikiem jest rynnowe Jezioro Bobięcińskie Wielkie o powierzchni około 5 km² i głębokości maksymalnej 48 m, uważane za największe i najgłębsze jezioro lobeliowe w Polsce.
Pod względem trofizmu większość jezior makroregionu zaliczana jest do typu eutroficznego. Cechuje je wysoka ilość substancji odżywczych rozpuszczonych w wodzie oraz bujna roślinność. Zasadniczą rolę w tym procesie odegrało rolnictwo. Na wielu obszarach zmiana pierwotnego krajobrazu leśnego w krajobraz rolniczy przyczyniła się do zaburzenia stosunków wodnych poprzez zmniejszenie zdolności retencyjnej gleb oraz ułatwienie spływu powierzchniowego. To z kolei złożyło się na znaczny dopływ substancji odżywczych do wód powierzchniowych. Na pojezierzach Drawskim i Bytowskim często spotykane są jeziora oligotroficzne, charakteryzujące się niewielką ilością substancji odżywczych oraz dobrymi warunkami tlenowymi. Są to z reguły jeziora głębokie. Wśród jezior oligotroficznych wyróżnić można jeziora bezwapniowe (lobeliowe) – właściwe dla wschodniej części makroregionu, gdzie brak związków wapnia w materiale morenowym – i wapienne, charakterystyczne dla części zachodniej pojezierza, gdzie materiał morenowy zawiera duże ilości związków wapnia. Jeziora oligotroficzne wapienne najliczniej występują na Pojezierzu Myśliborskim, bezwapniowe zaś na Pojezierzu Bytowskim (największa koncentracja na obszarze Polski). We wschodniej części Pojezierza Zachodniopomorskiego licznie reprezentowane są również jeziora dystroficzne o wodach kwaśnych i zabarwionych na brunatno od związków humusowych.

### Wody podziemne
W podłożu całego makroregionu zalegają duże zasoby wód gruntowych. Głębokość ich położenia determinowana jest przez strukturę i charakter materiału budującego podłoże oraz rzeźbę terenu. Na pojezierzach wody gruntowe występują już na głębokościach do 10 metrów. Na wysoczyznach zalegają głębiej. Wody te są podstawowym źródłem zasilania sieci rzecznej, a także, ze względu na czystość, wykorzystywane są w celach gospodarczych. Powszechnym zjawiskiem, szczególnie w pasie czołowomorenowym, są wypływy wód gruntowych na powierzchnię terenu w formie niewielkich jezior lub źródełek na stokach dolin rzecznych i brzegach jezior. Miejsca te sprzyjają powstawaniu torfowisk źródliskowych. Znaczenie wód zaskórnych jest marginalne z powodu niewielkiej ich objętości i złej jakości.

### Stan wód
Na Pojezierzu Zachodniopomorskim znajdują się cztery jeziora reperowe, czyli służące do śledzenia trendów zmiany stanu wód powierzchniowych: Jasień Południowy, Jasień Północny, Morzycko, Wielkie Dąbie. W 2012 wszystkie miały dobry stan chemiczny wód. W podobnym czasie stan ekologiczny wód tych jezior był gorszy, zwykle zmieniając się z roku na rok. Stan ekologiczny Morzycka i Wielkiego Dąbia był umiarkowany, przy czym stan pierwszego z nich spadał czasami do złego, natomiast stan obu jezior kompleksu Jasień pogorszył się w latach 2010–2013, z bardzo dobrego do dobrego (Jasień Północny) i z dobrego do umiarkowanego (Jasień Południowy).
Na początku lat 80. XX wieku wody zarówno Jasienia Południowego, jak i Północnego, były klasyfikowane jako nieodpowiadające ówczesnym normom. Mimo że większość badanych parametrów pozwalałaby na wyższą ocenę, to decydowało przekroczenie norm dla zawartości miedzi. Morzycko było oceniane w połowie lat 70. i pod koniec lat 90. XX wieku. W obu przypadkach ostatecznie nadano mu II klasę czystości, mimo że niektóre parametry wykraczały poza normy.

## Klimat
Klimat Pojezierza Zachodniopomorskiego podlega silnym wpływom morskim. Bliskość Morza Bałtyckiego skutkuje wyższymi temperaturami zimą, a niższymi latem w porównaniu z większością innych rejonów Polski. Widoczne są także wyraźne różnice wewnątrz makroregionu związane z jego hipsometrią. Średnia roczna temperatura maleje w kierunku wschodnim wraz ze wzrostem wysokości. Rozmieszczenie ilości opadów na pojezierzu determinuje rzeźba terenu i jej usytuowanie względem docierającego z północnego zachodu powietrza oceanicznego niosącego opady oraz odległość od morza. Północną stronę ciągu wzgórz morenowych cechuje wyższa suma opadów niż stronę południową. Cechą charakterystyczną obszaru jest wysoka wilgotność względna powietrza – przeciętna roczna wilgotność wynosi 81%. Przeważają wiatry z zachodu.
W podziale Polski na regiony klimatyczne według Alojzego Wosia Pojezierze Zachodniopomorskie obejmują trzy jednostki klimatyczne: Region Zachodniopomorski na zachodzie makroregionu, Region Środkowopomorski w środkowej jego części oraz Region Wschodniopomorski na wschodzie. Region Zachodniopomorski od większości pozostałej części kraju wyróżnia częstsze występowanie dni z pogodą przymrozkową umiarkowanie zimną (średnia temperatura dobowa w zakresie od 0,0 °C do –5,0 °C; maksymalna dobowa powyżej 0 °C, minimalna poniżej lub równa 0 °C) z niewielkim zachmurzeniem (średnie dobowe mniejsze lub równe 20%) oraz bez opadu (dobowa suma poniżej 0,1 mm). Ten typ pogody częściej notuje się tylko w Karpatach. Rzadsze niż w innych regionach, bo średnio dziesięć rocznie, jest występowanie dni z pogodą przymrozkową umiarkowanie zimną z dużym zachmurzeniem (średnie dobowe powyżej lub równe 80%) i opadem (powyżej lub równo 0,1 mm średnio na dobę). Niewiele jest także dni (średnio siedem rocznie) z pogodą umiarkowanie mroźną (średnia temperatura dobowa w zakresie od 0,0 °C do –5,0 °C; maksymalna i minimalna dobowa poniżej lub równa 0 °C). W Regionie Środkowopomorskim obserwuje się częstsze niż w wielu innych regionach Polski występowanie dni z pogodą umiarkowanie ciepłą (średnia temperatura dobowa w zakresie od 5,1 °C do 15,0 °C; maksymalna i minimalna dobowa powyżej 0 °C) z dużym zachmurzeniem – średnio 50 dni w roku, oraz pogodą chłodną (średnia temperatura dobowa w zakresie od 0,1 °C do 5,0 °C; maksymalna i minimalna dobowa powyżej 0 °C) i deszczową – średnio 26 dni w roku. Region Wschodniopomorski cechuje największa w kraju liczba dni z pogodą przymrozkową bardzo chłodną (średnia temperatura dobowa w zakresie od 0,1 °C do 5,0 °C; maksymalna dobowa powyżej 0 °C, minimalna poniżej lub równa 0 °C) z dużym zachmurzeniem oraz z pogodą umiarkowanie mroźną (średnia temperatura dobowa w zakresie od 0,0 °C do –5,0 °C; maksymalna i minimalna dobowa poniżej lub równa 0 °C), pochmurną (21–79% średniego zachmurzenia dobowego) i z opadem. Mało obserwuje się dni z pogodą bardzo ciepłą (średnia temperatura dobowa w zakresie od 15,1 °C do 25,0 °C; maksymalna i minimalna dobowa powyżej 0 °C) z deszczem.

## Flora

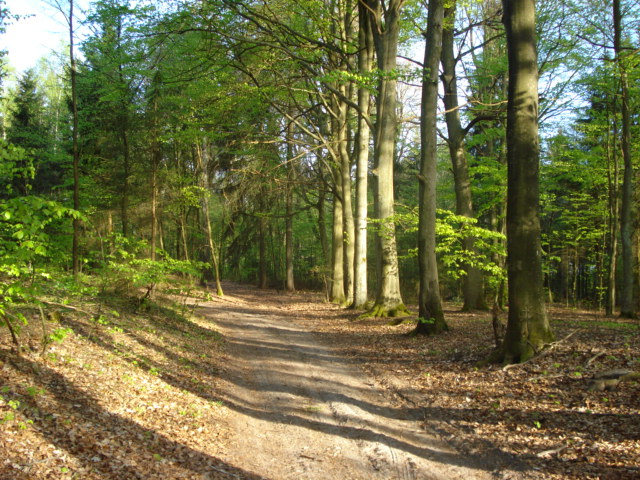
Szpaler buków zwyczajnych na Wysoczyźnie Polanowskiej

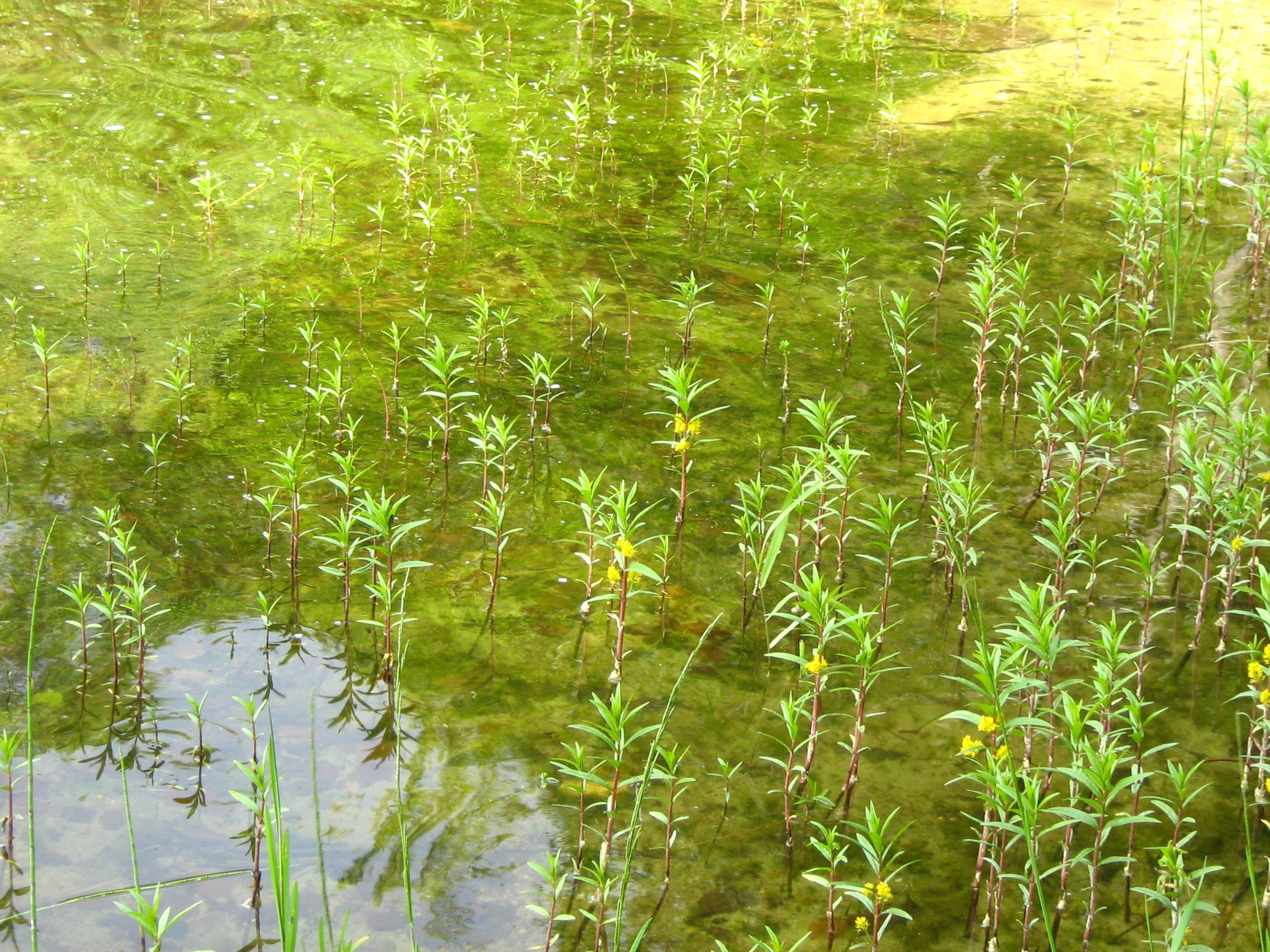
Tojeść bukietowa w Jeziorze Bobięcińskim Wielkim

### Charakterystyka ogólna
Roślinność Pojezierza Zachodniopomorskiego zaczęła odradzać się po ustąpieniu lądolodu skandynawskiego w postaci bezdrzewnej tundry z krzewami. Wraz z końcem plejstocenu ocieplił się klimat, tworząc warunki do rozwoju drzew, przede wszystkim brzozy omszonej, oraz roślinności stepowej. Holocen rozpoczął się okresem preborealnym, w którym pojawiły się zwarte lasy sosnowo-brzozowe, stopniowo uzupełniane przez wiąz, olszę i jesion. W ciepłym i wilgotnym okresie borealnym skład gatunkowy lasów uzupełniła leszczyna. Z czasem pojawiły się lipy i dęby. Intensywny rozwój dąbrów, a także olsów i łęgów, przypadł na okres atlantycki. W suchszym okresie subborealnym rozprzestrzenił się buk, jednocześnie spadł udział wiązu i lipy. Na współczesny charakter krajobrazów leśnych pojezierza znaczący wpływ miało ochłodzenie i zwilgotnienie klimatu w okresie subatlantyckim oraz intensywny rozwój osadnictwa, a z nim postępujące na dużą skalę wylesianie. To także rezultat migracji gatunków i ich przystosowywania się do zmiennych warunków klimatycznych. Część występujących na Pojezierzu Zachodniopomorskim gatunków roślin pochodzi jeszcze z okresu lodowcowego – są to relikty glacjalne. Najdogodniejsze warunki do rozwoju tych roślin stwarzają obszary torfowiskowe, w tym mszary i bory bagienne, gdzie przetrwały m.in. widłoząb Bergera, turzyca torfowa, turzyca strunowa, wełnianeczka alpejska, chamedafne północna, bażyna czarna, żurawina drobnoowocowa, zbiorowiska mszysto-turzycowe kwaśnych torfowisk niskich m.in. z gwiazdnicą grubolistną, wielosiłem błękitnym, brzozą niską oraz jeziorka torfowe, gdzie zachowały się grążel drobny i jeżogłówka pokrewna.

### Typy siedliskowe lasów
Zgodnie z regionalizacją przyrodniczo-leśną Polski Pojezierze Zachodniopomorskie należy do Krainy Bałtyckiej, której południowa granica pokrywa się niemalże z zasięgiem fazy pomorskiej zlodowacenia północnopolskiego. W krainie dominują siedliska leśne typu: las mieszany świeży, bór mieszany świeży i las świeży. W południowo-zachodniej części pojezierza przeważają las mieszany świeży i las świeży. W północno-wschodniej części największy udział mają bór świeży i bór mieszany świeży. Dodatkowo, mezoregion przyrodniczo-leśny Pojezierze Bytowskie cechuje jeden z największych w kraju udziałów boru mieszanego bagiennego w powierzchni zalesionej Lasów Państwowych. Mezoregion przyrodniczo-leśny Pojezierze Drawskie charakteryzuje z kolei wysoki udział lasu mieszanego bagiennego w porównaniu z innymi mezoregionami Polski zachodniej.

### Zbiorowiska leśne
Pod względem występowania zbiorowisk leśnych potencjalnej roślinności naturalnej w makroregionie dominują żyzne buczyny, przede wszystkim na pojezierzach Myśliborskim, Ińskim i Choszczeńskim, oraz bory mieszane, głównie na Pojezierzu Drawskim i Wysoczyźnie Łobeskiej. Na Wysoczyźnie Polanowskiej i Pojezierzu Bytowskim nie ma zbiorowiska jednoznacznie przeważającego. Występują tu zarówno kwaśne i żyzne buczyny, jak również bory mieszane i sosnowe.

### Rośliny naczyniowe
W składzie gatunkowym roślin naczyniowych przeważa element środkowoeuropejski. Są to drzewa lasotwórcze (m.in. grab pospolity, dęby szypułkowy i bezszypułkowy, klon zwyczajny, jesion wyniosły i buk zwyczajny), pospolite rośliny runa (m.in. zawilec gajowy, szczyr trwały), a poza terenami leśnymi np. pierwiosnek lekarski na podłożu suchym i piaszczystym, wąkrota zwyczajna na łąkach, grzybienie białe w wodach. Charakterystyczna dla Pojezierza Myśliborskiego jest wapniolubna flora wykształcona na złożach kredy jeziornej. Nakredowe torfowiska mezoregionu są jednymi z głównych tego typu siedlisk w Polsce północno-zachodniej. Na pojezierzach Bytowskim i Drawskim liczne stanowiska ma element arktyczno-alpejski i borealny, do którego, oprócz wcześniej wspomnianych gatunków reliktowych, należą m.in.: wyblin jednolistny, tłustosz pospolity, skrzyp olbrzymi, kozłek bzowy, czosnek niedźwiedzi. We florze makroregionu odnotowano również gatunki charakterystyczne dla oceanicznych obszarów zachodniej Europy, m.in.: wrzośca bagiennego, kłoć wiechowatą, przygiełkę brunatną, sit tępokwiatowy, rdestniczkę gęstą.

## Fauna

### Charakterystyka ogólna
Fauna Pojezierza Zachodniopomorskiego ma charakter napływowy, związany z migracją i osiedlaniem się gatunków w okresie po ustąpieniu lądolodu. Są to głównie przedstawiciele typowi dla Niziny Środkowoeuropejskiej, uzupełnieni o gatunki zachodnioeuropejskie, atlantyckie oraz wschodnioeuropejskie, występują także nieliczne gatunki charakterystyczne dla Europy południowej i północnej. Region, w którym położone jest pojezierze, podobnie jak większość nizinnej części Polski, w zoogeografii określany jest przejściowym. Potwierdzeniem przejściowości makroregionu są m.in. obserwacje słowika rdzawego docierającego do Polski z zachodu i słowika szarego przylatującego ze wschodu. Dodatkowo świat zwierzęcy uzupełniają gatunki obce, których rozprzestrzenianie się ma różne skutki. Niekorzystnie ocenia się obecność m.in. raka pręgowatego, którego ekspansja jest głównym powodem zanikania w wodach Polski północnej raka szlachetnego.

### Ryby
W makroregionie występują wszystkie typy rybackie jezior, zgodnie z opracowaną przez Instytut Rybactwa Śródlądowego klasyfikacją – sielawowe, leszczowe, sandaczowe, linowo-szczupakowe i karasiowe. Jeziora sielawowe, charakterystyczne dla pojezierza, są przeważnie głębokimi zbiornikami o dużej przejrzystości i dobrym natlenieniu. Podstawowy zespół gatunkowy stanowią sielawa europejska, sieja pospolita, stynka, ukleja pospolita, leszcz, płoć, okoń pospolity, krąp, jazgarz i szczupak pospolity. Do jezior sielawowych zalicza się Drawsko i Ińsko. Licznie występują również jeziora leszczowe, o głębokości dochodzącej średnio do 20 m, ograniczonej przejrzystości, ze znacznie rozwiniętą roślinnością podwodną. Do gatunków charakterystycznych dla tego typu zalicza się leszcza, szczupaka, okonia, lina, węgorza europejskiego, płoć, a także wzdręgę i krąpa. Przykładem jeziora typu leszczowego jest Krzemień na Pojezierzu Ińskim. Jeziora sandaczowe są płytkie, o niskiej przejrzystości, z sandaczem, leszczem, węgorzem, okoniem, linem, szczupakiem, płocią i jazgarzem jako podstawowym zespołem ryb. W płytkich, mulistych i gęsto porośniętym roślinnością jeziorach szczupakowo-linowych występują głównie: lin, szczupak, płoć, karaś pospolity, rzadziej także karp. W jeziorach karasiowych gatunkiem przeważającym jest karaś.
Do cenniejszych przyrodniczo gatunków ryb obserwowanych w obszarze pojezierza należą łosoś szlachetny i troć wędrowna. Łosoś, niegdyś licznie odbywający tarło w dorzeczu Drawy i rzek przymorskich, w Polsce jest obecnie gatunkiem restytuowanym. Ostatnie tarlaki w granicach kraju zanotowano w Drawie w 1985. Wtedy też podjęto program restytucji gatunku w polskich wodach. Występowanie troci wędrownej, podobnie jak i łososia szlachetnego, stwierdzono m.in. w dorzeczu Słupi. Badania genetyczne tarlaków troci w polskich rzekach wykazały, że populacja tej ryby w Słupi różni się wyraźnie od populacji w innych rzekach. Charakterystyczne cechy gatunkowe zostały zakłócone przez niewłaściwe zarybianie.

### Płazy

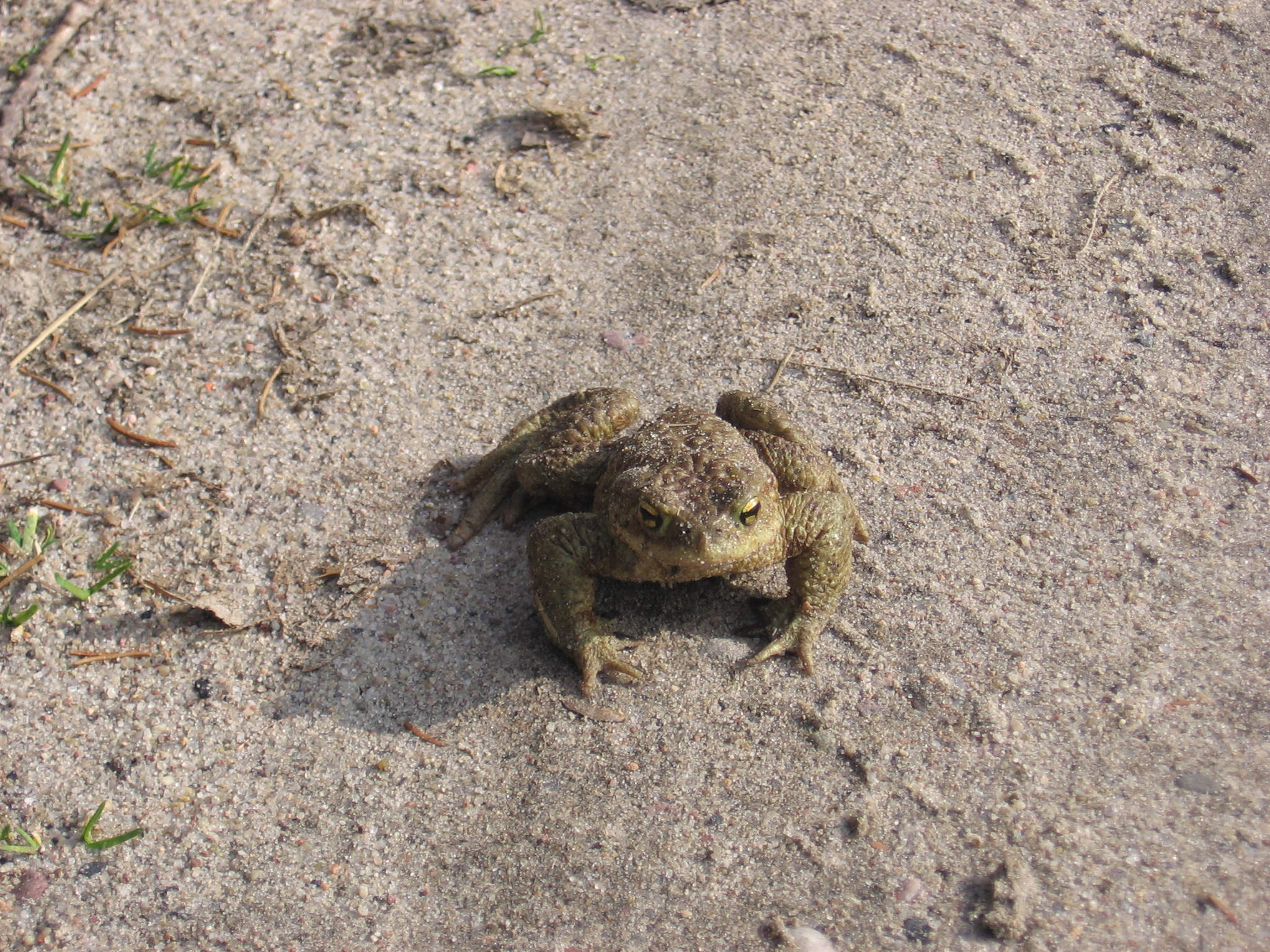
Ropucha szara w parku pałacowym w Podolu Małym na Wysoczyźnie Polanowskiej

Do najpospolitszych płazów należą żaby zielone – żaba wodna, żaba jeziorkowa, żaba śmieszka, oraz żaby brunatne – żaba moczarowa i żaba trawna. Także licznie występują przedstawiciele rodziny ropuchowatych – ropucha szara, ropucha zielona i najrzadsza z nich ropucha paskówka. Wśród płazów makroregionu są także jedyni przedstawiciele swoich rodzin – grzebiuszka ziemna, będąca reliktem fauny stepowej, kumak nizinny oraz rzekotka drzewna, która, poza okresem godowym spędzanym w wodzie, żyje wśród liści drzew i krzewów. Do płazów występujących na pojezierzu należą również traszka zwyczajna i traszka grzebieniasta. Siedem spośród wszystkich obecnych w makroregionie gatunków płazów, tj. ropucha paskówka i zielona, kumak nizinny, grzebiuszka ziemna, rzekotka drzewna, żaba moczarowa i traszka zwyczajna objęte są w Polsce czynną ochroną gatunkową, pozostałe – ochroną częściową.

### Gady
Gady, podobnie jak w całym kraju, są reprezentowane nielicznie. W wielu miejscach makroregionu obserwowano żmiję zygzakowatą, zaskrońca zwyczajnego, padalca zwyczajnego, jaszczurkę zwinkę i jaszczurkę żyworódkę. Między innymi z okolic Recza, Choszczna i Myśliborza podawano żółwia błotnego. Na wschód od Szczecinka stwierdzono obecność żółwia ozdobnego, który jest gatunkiem inwazyjnym. W Polsce żółw błotny objęty jest czynną ochroną gatunkową, pozostałe występujące na pojezierzu gatunki objęte są częściową ochroną gatunkową.

### Ptaki

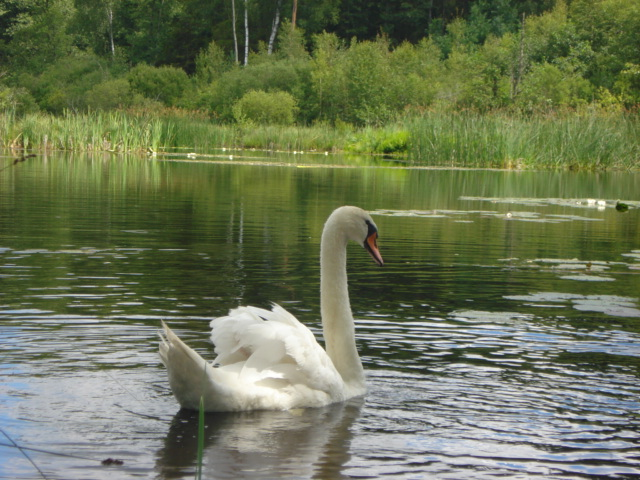
Łabędź niemy w parku pałacowym w Podolu Małym na Wysoczyźnie Polanowskiej

Różnorodności siedlisk Pojezierza Zachodniopomorskiego ma swoje odbicie w dużej liczbie gatunków ptaków. Szczególnie bogate pod tym względem są tereny wodne i podmokłe, gdzie występują m.in. pospolite: kaczka krzyżówka, cyraneczka zwyczajna, głowienka zwyczajna, łabędź niemy, mewa śmieszka. Obserwowane są także m.in. rybitwa rzeczna, kormoran zwyczajny, czapla siwa, mewa siwa, rybitwa czarna, żuraw zwyczajny. W szuwarach porastających brzegi rzek i jezior schronienie znalazły m.in.: bąk zwyczajny (stosunkowo liczne w skali kraju jego stanowiska zanotowano w zachodniej części pojezierza), trzcinniczek zwyczajny, wodnik zwyczajny i brzęczka. Na turzycowiskach i trawiastych mokradłach żyją m.in. bekas kszyk i derkacz zwyczajny. Tereny te są także najczęstszym miejscem żerowania bociana białego. W latach 80. XX wieku pod Niezabyszewem na Pojezierzu Bytowskim oraz pomiędzy Mielnem a Bytowem gniazdowało po parze błotniaków zbożowych, gatunek ustępujący w całym kraju. Skowronek zwyczajny, trznadel zwyczajny i dzierlatka zwyczajna to niektóre z gatunków, które można zaobserwować na suchych łąkach i otwartych polach. Charakterystyczne dla wielogatunkowych lasów liściastych są m.in.: sójka zwyczajna, zięba zwyczajna, dzwoniec zwyczajny, świstunka leśna i dzięciołek. Pobrzeża lasów liściastych graniczące z otwartymi przestrzeniami są dogodnym środowiskiem dla występowania bliskiej zagrożenia wyginięciem kani rudej. Pomorze Zachodnie, tym samym zachodnia część omawianego makroregionu, jest miejscem najliczniejszego gnieżdżenia się tego ptaka w kraju. Takie gatunki jak: mysikrólik zwyczajny, sikorka sosnówka, skowronek borowy i lelek zwyczajny preferują na swoje siedliska lasy iglaste i mieszane. W porównaniu z pozostałą częścią kraju liczne stanowiska lęgowe w tychże lasach w pobliżu mokradeł ma orlik krzykliwy, w szczególności na pojezierzach Myśliborskim i Drawskim. Tereny różnorodne siedliskowo preferuje bielik zwyczajny, liczny na Pojezierzu Myśliborskim.

### Ssaki
Ssaki reprezentowane są licznie przez parzystokopytne (przede wszystkim jeleń szlachetny, sarna europejska i dzik euroazjatycki), ssaki drapieżne (głównie lis rudy, także: m.in.: łasica pospolita, tchórz zwyczajny, kuna leśna, kuna domowa, gronostaj europejski, borsuk europejski), gryzonie (m.in. kilka gatunków myszowatych, wiewiórka pospolita), zajęczaki (zając szarak, królik europejski), nietoperze (m.in. karlik malutki, nocek duży, gacek brunatny) oraz ssaki owadożerne (m.in. jeż zachodni, kret europejski, ryjówka aksamitna, ryjówka malutka, rzęsorek rzeczek). Przed 1990 na pojezierzu notowano także stanowiska rzęsorka mniejszego, gatunku w Polsce bardzo rzadkiego o charakterze reliktowym i występującego tylko w niektórych częściach kraju w izolowanych populacjach.

## Ochrona przyrody
W zasięgu makroregionu położone są, w całości lub częściowo, parki krajobrazowe (stan na 2017): Cedyński (niewielki północno-wschodni fragment na Pojezierzu Myśliborskim), Barlinecko-Gorzowski (północna część na pograniczu pojezierzy Myśliborskiego i Choszczeńskiego), Iński (na Pojezierzu Ińskim), Drawski (na Pojezierzu Drawskim) i „Dolina Słupi” (w większości na Wysoczyźnie Polanowskiej).
W obszarze makroregionu występują wszystkie rodzaje rezerwatów przyrody, z wyjątkiem rezerwatów słonoroślowych (stan na 2017). Utworzono rezerwaty: leśne („Olszyny Ostrowskie” na Pojezierzu Myśliborskim, „Bukowa Góra nad Pysznem” na Pojezierzu Bytowskim, „Dęby Wilczkowskie” na Pojezierzu Drawskim), krajobrazowe („Długogóry” na Pojezierzu Myśliborskim, „Kamienna Buczyna” na Pojezierzu Ińskim, „Dolina Pięciu Jezior” na Pojezierzu Drawskim), florystyczne („Tchórzyno” na Pojezierzu Myśliborskim, „Mszar nad jeziorem Piaski” na Wysoczyźnie Łobeskiej, „Wieleń” na Wysoczyźnie Polanowskiej, „Jezioro Piekiełko” na Pojezierzu Bytowskim), torfowiskowe („Torfowisko nad Jeziorem Morzysław Mały” na Pojezierzu Drawskim, „Mszar koło Starej Dobrzycy” na Wysoczyźnie Łobeskiej), wodne („Jezioro Iłowatka” na Pojezierzu Bytowskim, „Jezioro Czarnówek” na Pojezierzu Drawskim, stepowe („Wrzosowiska Cedyńskie im. inż. Wiesława Czyżewskiego” na Pojezierzu Myśliborskim), przyrody nieożywionej („Brunatna Gleba” na Pojezierzu Drawskim).
Na pojezierzu położone są również, w całości lub fragmentarycznie, obszary specjalnej ochrony ptaków (Dolina Słupi, Ostoja Drawska, Ostoja Ińska, Ostoja Cedyńska i Ostoja Witnicko-Dębniańska) i obszary mające znaczenie dla Wspólnoty w ramach sieci Natura 2000 (m.in. Dolina Słupi, Dolina Wieprzy i Studnicy, Dolina Radwi, Chocieli i Chotli, Dolina Grabowej, Dorzecze Parsęty, Dorzecze Regi, Dolina Iny koło Recza, Pojezierze Ińskie, Pojezierze Myśliborskie).